# Minotaur IV
Minotaur IV, también conocido como Peacekeeper SLV y OSP-2 PK es un sistema de lanzamiento prescindible activo derivado del LGM-118 Peacekeeper ICBM. Lo opera Northrop Grumman Innovation Systems y realizó su primer vuelo el 22 de abril de 2010, con el vehículo de prueba hipersónico HTV-2a. El primer lanzamiento orbital ocurrió el 26 de septiembre de 2010 con el satélite SBSS para la Fuerza Aérea de los Estados Unidos.
El vehículo Minotaur IV consta de cuatro etapas y es capaz de colocar 1.735 kilogramos de carga útil en una órbita terrestre baja (LEO). Utiliza las tres primeras etapas del misil Peacekeeper, combinado con una nueva etapa superior. En la versión de referencia, la cuarta etapa es un Orion 38. Sin embargo, una variante de mayor rendimiento, denominada Minotaur IV +, utiliza un Star-48V en su lugar. Una configuración de tres etapas (sin Orion-38), designada como Minotaur IV Lite, está disponible para trayectorias suborbitales. El Minotaur IV también ha sido volado con múltiples etapas superiores. Un derivado de cinco etapas, el Minotaur V, realizó su primer vuelo el 7 de septiembre de 2013.
Los lanzamientos de Minotaur IV se realizarán desde SLC-8 en la Base de la Fuerza Aérea Vandenberg, LP-0B en el Puerto Espacial Regional del Atlántico Medio, SLC-46 en la Estación de la Fuerza Aérea de Cabo Cañaveral y Kodiak Launch Complex Pad 1 del Complejo de Lanzamiento de Kodiak.

## Lanzamientos
| Fecha                    | Lugar de lanzamiento  | Carga                                                                    | Exitoso |
| ------------------------ | --------------------- | ------------------------------------------------------------------------ | ------- |
| 22 de abril de 2010      | Vandenberg SLC-8      | HTV-2a                                                                   | Si      |
| 29 de septiembre de 2010 | Vandenberg SLC-8      | SBSS                                                                     | Si      |
| 20 de noviembre de 2010  | Kodiak LP-1           | STPSat-2 FASTRAC-A FASTRAC-B FalconSat-5 FASTSAT O/OREOS RAX NanoSail-D2 | Si      |
| 11 de agosto de 2011     | Vandenberg SLC-8      | HTV-2b                                                                   | Si      |
| 27 de septiembre de 2011 | Kodiak LP-1           | TacSat-4                                                                 | Si      |
| 26 de agosto de 2017     | Cape Canaveral SLC-46 | ORS-5                                                                    | Si      |